# Línea 4 (San Juan)
La línea 4 es una línea de colectivos interurbana (media distancia) de la provincia de San Juan, que recorre los departamentos: Pocito y Rawson, precisamente la colonia agrícola Médano de Oro. 
Está administrada actualmente por una empresa privada, El Triunfo S.A. 
La línea 4 se expande, actualmente, con tres ramales de recorridos distintos, comunica la ciudad de San Juan con Villa Krause, Villa Aberastain y Médano de Oro
- Datos: Q5986474